# 鈴木勤 (アニメーター)
鈴木 勤（すずき つとむ）は日本のアニメーター、メカニックデザイナー。

## 参加作品

### 原画・動画
- 魔神英雄伝ワタル
- 機動戦士ガンダム0080 ポケットの中の戦争
- 勇者エクスカイザー
- SDガンダム外伝
- 機動戦士SDガンダム MARK-IV
- 絶対無敵ライジンオー
- 機甲警察メタルジャック
- 流星機ガクセイバー
- ONE PIECE THE MOVIE オマツリ男爵と秘密の島
- 完全勝利ダイテイオー
- 映画ドラえもん のび太の恐竜2006
- クレヨンしんちゃん 伝説を呼ぶ 踊れ!アミーゴ!
- クレヨンしんちゃん 超時空!嵐を呼ぶオラの花嫁
- キャシャーンSins
- 熱血最強ゴウザウラー
- SKET DANCE
- 弱虫ペダル
- クラッシュギアNitro

### メカニック関連
- 映画ドラえもん 新・のび太と鉄人兵団 〜はばたけ 天使たち〜
- ヤッターマン(2008年)
- 映画ドラえもん のび太のひみつ道具博物館
- 勇者王ガオガイガー
- Z.O.E 2167 IDOLO
- ぼくらの
- 一発必中!デバンダー
- ロスト・ユニバース
- 銀装騎攻オーディアン
- 白鯨伝説
- 鉄のラインバレル
- クレヨンしんちゃん 襲来!!宇宙人シリリ
- 映画ドラえもん のび太の月面探査記
- 映画ドラえもん のび太の新恐竜
- 映画ドラえもん のび太の宇宙小戦争 2021
- 映画ドラえもん のび太と空の理想郷
- 映画ドラえもん のび太の地球交響楽
- 映画ドラえもん のび太の絵世界物語